# Atletismo nos Jogos Pan-Americanos de 1967 - 200 m masculino
A prova dos 200 m masculino nos Jogos Pan-Americanos de 1967 foi realizada em Winnipeg, Canadá.

## Medalhistas
| Ouro                           | Prata                           | Bronze                |
| John Carlos USA Estados Unidos | Jerry Bright USA Estados Unidos | Pablo Montes CUB Cuba |

## Resultados
| Posição           | Nome            | Nacionalidade      | Tempo | Notas |
| ----------------- | --------------- | ------------------ | ----- | ----- |
| Medalha de ouro   | John Carlos     | USA Estados Unidos | 20.5  |       |
| Medalha de prata  | Jerry Bright    | USA Estados Unidos | 20.9  |       |
| Medalha de bronze | Pablo Montes    | CUB Cuba           | 21.0  |       |
| 4                 | Pedro Grajales  | COL Colômbia       | 21.3  |       |
| 5                 | Mike Fray       | JAM Jamaica        | 21.4  |       |
| 6                 | Bernard Nottage | BAH Bahamas        | 21.9  |       |
| 7                 | Harry Jerome    | CAN Canadá         | 31.1  |       |